# Andreja Peklar
Andreja Peklar, slovenska slikarka, ilustratorka in pisateljica, * 10. junij 1962, Kamnik.

## Življenje
Po končani gimnaziji se je vpisala na študij umetnostne zgodovine in filozofije. Kmalu je ugotovila, da študij ni pravi zanjo, zato je poizkusila srečo s sprejemnimi izpiti na likovni akademiji in jih tudi uspešno opravila. Na likovni akademiji je zaključila študij slikarstva. Danes je priznana ilustratorka pesmi in zgodb za otroške in mladinske revije ter knjige. Poleg ilustriranja se prav tako ukvarja s pisanjem slikanic in knjig za otroke. Tudi na tem področju dobiva pohvale znotraj Slovenije in izven nje. Eno bolj odmevnih njenih del je bila slikanica Fant z rdečo kapico.